# Asplenium setoi
Asplenium setoi är en svartbräkenväxtart som beskrevs av N. Murakami och Serizawa. Asplenium setoi ingår i släktet Asplenium och familjen Aspleniaceae. Inga underarter finns listade.

## Bildgalleri

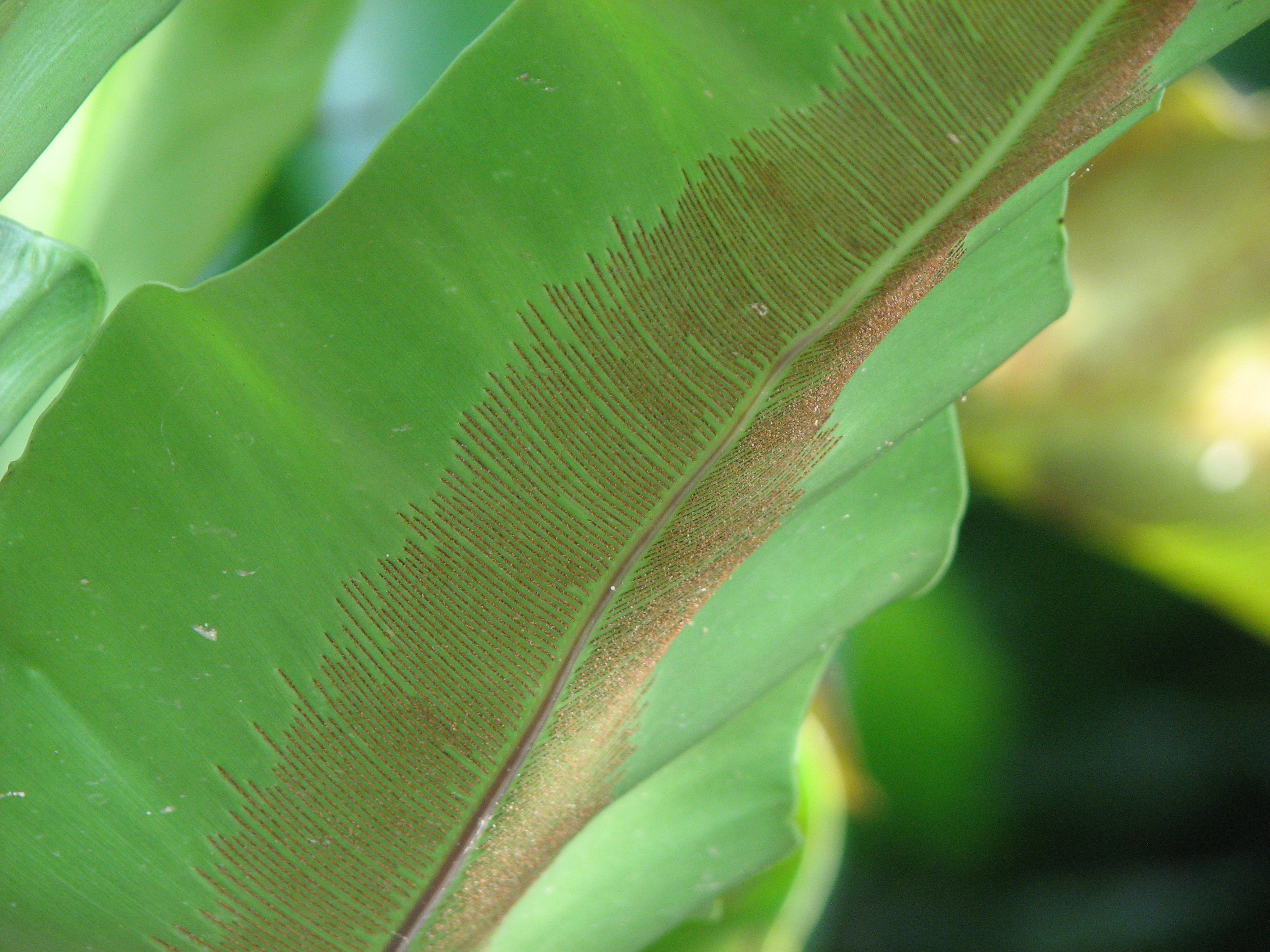
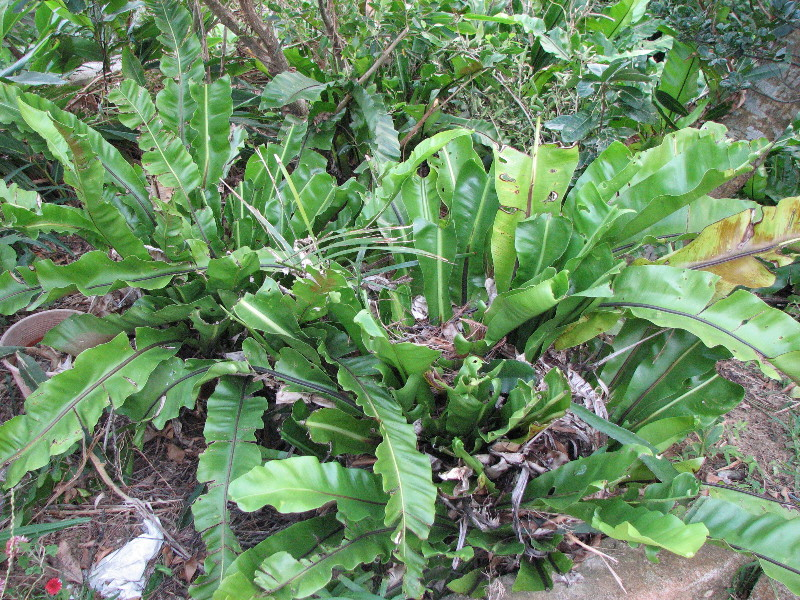